# 京田辺市立大住小学校
京田辺市立大住小学校（きょうたなべしりつ おおすみしょうがっこう）は、京都府京田辺市大住池平にある公立小学校。

## 概要
京田辺市北部に位置し、明治初期からの歴史を有する。人口増加に伴い松井ヶ丘小学校と桃園小学校を分離したが、2018現在も花住坂、大住ヶ丘の新興住宅地を校区に含んでいる。

## 沿革
- 1873年（明治6年） - 進徳校創立
- 1889年（明治22年） - 大住尋常小学校へ改称
- 1908年（明治41年） - 大住尋常高等小学校へ改称
- 1941年（昭和16年） - 大住国民学校へ改称
- 1947年（昭和22年） - 大住村立大住小学校へ改称
- 1951年（昭和26年） - 田辺町立大住小学校へ改称
- 1966年（昭和41年） - プール完成
- 1979年（昭和54年） - 松井ヶ丘小学校分離
- 1984年（昭和59年） - 桃園小学校分離
- 1997年（平成9年） - 市制施行により京田辺市立大住小学校に改称

## 校区
- 大住地区の一部
- 花住坂
- 大住ヶ丘(1丁目、2丁目、3丁目)
- 松井地区の一部

## 卒業後の進路
- 京田辺市立大住中学校

## 交通
- JR学研都市線大住駅下車

## 校区が隣接している学校
- 京田辺市立松井ヶ丘小学校
- 京田辺市立桃園小学校
- 京田辺市立薪小学校
- 城陽市立今池小学校
- 城陽市立寺田西小学校
- 八幡市立有都小学校
- 八幡市立美濃山小学校